# Juha Metso

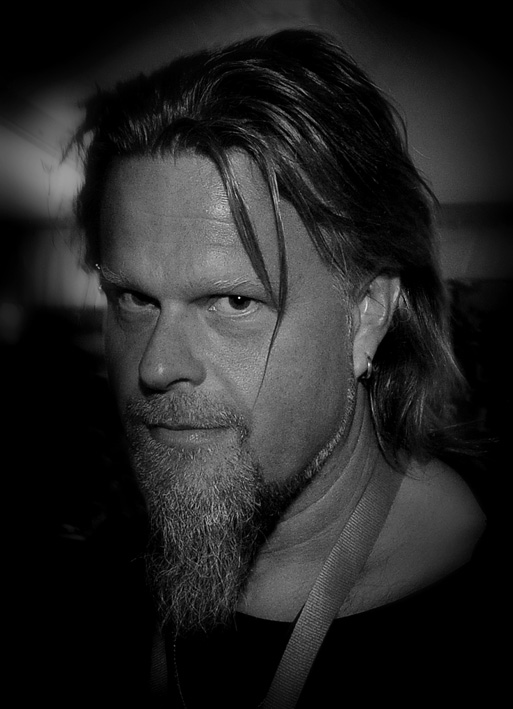
Juha Metso (2011)

Juha Metso (* 1965 in Kymi) ist ein finnischer Fotograf, der sowohl als Zeitungs- als auch als Kunstfotograf tätig ist.

## Werdegang
Im Jahr 1991 begann Metso im Lahti Institute of Design insbesondere mit Aufnahmen der Natur und von Vögeln. Er produzierte zahlreiche Illustrationen für Bücher über Künstler und Länder sowie Bildbände. Metso macht zudem Fotoausstellungen und Performances.
Metso arbeitete als Künstler in verschiedenen Gruppen. Er war von 1992 bis 1995 Mitglied der Kunstgalerie Kotka. Zusammen mit Timo Mähönen und Olli Haapio gründete er 2005 das Kotka Photographic Center.
Im Jahr 2013 veröffentlichte Metso drei Fotobände, darunter über die Rockband Sielun Veljet, zusammen mit Musikredakteur Vesa Sirén von Helsingin Sanomat. Metso beschrieb die Abenteuer des in Russland sehr erfolgreichen Schauspielers Ville Haapasalos in einem Buch „Aber du glaubst nicht an den Text“ zusammen mit Kauko Röyhkä. Zusammen mit Juha Vakkuri veröffentlichte er das Werk „Voodoo – Afrikanischer Alltag“ (2014), das neue Einblicke in die Voodoo-Religion Westafrikas gewährt.
Juha Metsos Werke sind in mehreren Museen ausgestellt und wurden u. a. angekauft von der finnischen Regierung, vom Salon City Art Museum, vom Helsinki City Art Museum, vom Lappeenranta City Art Museum und vom finnischen Museum of Photography.

## Preise und Auszeichnungen
Juha Metso war Fotofinlandia-Finalist (1990, 1992, 1996), Pressefotograf des Jahres (2000), Bester Reportage-Fotograf (2004), Porträt-Fotografie (2014) und Bestes Nachrichten-Foto des Jahres (2016). Er wurde von Kymi zur Kultur-Persönlichkeit des Jahres (1992) ausgezeichnet, erhielt des Kulturpreis der Region Kymi (1992), den Kunstpreis von Südost-Finnland (1998), den Fotografie-Kunst-Preis  Kymeenlaakso (2010), Kulturpreis der Stadt Kotka (2011) sowie den Preis von Kotka (2014).

## Veröffentlichungen
Auf Finnisch:
- The Life of Albert (Luontodokumentti internetiin) 1996.
- Esa Kero, Juha Metso: Pieni kirja Juhani Leskisestä. Multikustannus, Helsinki 2007, ISBN 978-952-468-143-8 (finnisch).
- Juha Metso, Jaakko Heinimäki: Miina Äkkijyrkkä. Johnny Kniga, 2009, ISBN 978-951-035552-7 (finnisch).
- Suursaari. Johnny Kniga, Helsinki 2009, ISBN 978-951-035355-4 (finnisch, Teksti: Kauko Röyhkä & Juha Metso).
- Kauko Röyhkä, Juha Metso: Rajantakainen Karjala. Johnny Kniga, Helsinki 2011, ISBN 978-951-037488-7 (finnisch).
- Kauko Röyhkä, Juha Metso: Ville Haapasalo Et kuitenkaan usko… Ville Haapasalon varhaisvuodet Venäjällä. Docendo, 2013, ISBN 978-952-291-012-7 (finnisch).
- Kotkacity. Matti Tieaho ja Juha Metso, Omakustanne 2013.
- Sielun Veljet. teksti: Vesa Siren, kuvat: Juha Metso, Johnny Kniga, 2013, ISBN 978-951-0-39591-2.
- Kauko Röyhkä, Juha Metso: Ville Haapasalo Et muuten tätäkään usko…. Ville Haapasalon 2000-luku Venäjällä. Docendo, 2014, ISBN 978-952-291-071-4 (finnisch).
- Kauko Röyhkäm, Arman Alizad: Armanin maailma. Docendo, 2014, ISBN 978-952-291-072-1 (finnisch, Kuvat: Juha Metso).
- Juha Vakkuri, Juha Metso: Voodoo – Afrikan arkea. Rapsodia Guineanlahdelta. Like, Helsinki 2014, ISBN 978-952-01-1101-4 (finnisch, Kuvat: Juha Metso).
- Ari Lahdenmäki, Juha Metso: Kari Peitsamo. Rokkari ja saarnamies. Like, Helsinki 2015, ISBN 978-952-01-1231-8 (finnisch).
- Juha Metso, Kauko Röyhkä: Ville Haapasalo Makujen matka – Georgia. Docendo, 2015, ISBN 978-952-291-181-0 (finnisch).
- Krister Löfroth: Suomen parhaat henkilökuvat. Docendo, 2016, ISBN 978-952-291-217-6 (finnisch).
- Suursaari. Like, Helsinki 2016, ISBN 978-952-01-1389-6 (finnisch, Teksti: Kauko Röyhkä. Kuvat: Juha Metso).
- Juha Metso, Tunteella liikkeellä – Emotion in motion. Salon taidemuseo, 2016, ISBN 978-952-5830-20-0 (finnisch).
- Juha Metso, Ben Henriksson, Hasse Härkönen: Vimpan päälle kalareissu. Otava, Helsinki 2016, ISBN 978-951-130382-4 (finnisch, Ville Haapasalo).
- Juha Metso, Leeni Peltonen: Finland in 50 Stories. Otava, Helsinki 2016, ISBN 978-951-129990-5 (finnisch).
- Ville Haapasalo, Kauko Röyhkä, Juha Metso: Junamatka Moskovaan. Docendo, Helsinki 2017, ISBN 978-952-291-390-6 (finnisch).
- Juha Metso, Mika Rokka, Ville Vanhala: Maammetaulu. Docendo, Helsinki 2017, ISBN 978-952-291-378-4 (finnisch).
- Juha Metso, Vesa Siren: Tää menee näin. Like, Helsinki 2017, ISBN 978-952-01-1617-0 (finnisch).
- Juha Metso, Matti Tieaho: Kotka – karkea ja kaunis. Sabonilakkailluusio, Kotka 2017, ISBN 978-952-93-8908-7 (finnisch).
- Juha Metso, Pekka Hakala: Putinlandia. Otava, Helsinki 2018, ISBN 978-951-132906-0 (finnisch).
- Juha Metso, Petri Pietiläinen: Junnu Vainio – Sellaista elämä on. Docendo, Helsinki 2018, ISBN 978-952-291-541-2 (finnisch).

Auf Deutsch:
- Tarja Prüss, Juha Metso: 111 Orte in Helsinki, die man gesehen haben muss. Emons Verlag, Helsinki 2018, ISBN 978-3-7408-0342-1.